# Rafael López Gómez
Rafael López Gómez (Peñafiel, 9 d'abril de 1985), conegut simplement com a Rafa, és un exfutbolista professional castellanolleonès que jugava com a defensa.

## Carrera futbolística
Producte del planter del Reial Valladolid, va debutar amb el primer equip el 8 de febrer de 2004 en una derrota per 0–2 a fora contra el RCD Espanyol, però de tota manera només va aconseguir jugar sis partits en les seves dues primeres temporades.
Després d'una cessió la temporada 2005-06 a la SD Eibar a segona divisió, Rafa va tornar per ajudar el Valladolid a ascendir a La Liga el 2007. Va jugar 21 partits de lliga la temporada següent.
A començaments de juliol de 2008, Rafa va arribar a un acord amb el Getafe CF acollint-se a la Llei Bosman. Passaria el seu primer any jugant com a lateral esquerre, substituint Lucas Licht, que estava fora de forma i que fou venut poc després.
La temporada 2009–10, afavorit per les lesions de Mario, Rafa fou sovint titular. Amb 27 partits i dos gols del jugador, els de Madrid foren sisens i es van classificar per la Lliga Europa de la UEFA per segon cop en la seva història.
L'1 de setembre de 2014, el darrer dia de mercat, Rafa va fitxar per l'acabat d'ascendir a la Bundesliga SC Paderborn 07, amb un contracte per dos anys. Va debutar en lliga el 22 de novembre, jugant els 90 minuts en un empat 2–2 a casa contra el Borussia Dortmund.
El 13 de juliol de 2016, Rafa va retornar al Valladolid amb un contracte per tres anys. El següent 17 de juny, però va marxar.
El 23 d'agost de 2017, ja a 32 anys, va fitxar pel FC Pune City de la Superlliga Índia de Futbol. Va tornar a la segona divisió espanyola el següent 7 de juliol, en fitxar pel CF Rayo Majadahonda amb un contracte per un any.